# Kanađani
Kanađani su ljudi koji se identificiraju s Kanadom. Ova veza može biti prebivališna, pravna, povijesna ili kulturna. Za većinu Kanađana za te veze postoje kolektivni izvor za biti Kanađaninom.  